# Плевнелиев, Росен
Ро́сен Асе́нов Пле́внелиев (болг. Росен Асенов Плевнелиев; род. 14 мая 1964, Гоце-Делчев, НРБ) — болгарский государственный и политический деятель, предприниматель, четвёртый президент Болгарии (2012—2017). Министр регионального развития и благоустройства Болгарии в правительстве правоцентристской партии ГЕРБ (2009—2011).

## Биография
Родился 14 мая 1964 года в семье учителей Славки (умерла в июле 2017 года) и Асена (умер в 1985 году) Плевнелиевых.

### Образование
Учился в гимназии им. С. П. Королёва в Благоевграде. В 1989 году окончил Высший машиностроительно-электротехнический институт им. В. И. Ленина (ВМЕИ «В. И. Ленин»; сейчас — Технический университет Софии) по специальности «вычислительная техника». Начал работу в Институте микроэлектроники, но из-за экономических преобразований был сокращён, и в 1990 году основал строительную компанию Iris International. Впоследствии также работал в представительстве немецкой компании Lindner.

### Политическая карьера
27 июля 2009 года стал министром регионального развития в правительстве Бойко Борисова. 4 сентября 2011 года на президентских выборах был выдвинут кандидатом в президенты Болгарии от партии ГЕРБ. Кандидатом в вице-президенты стала Маргарита Попова, министр юстиции. 9 сентября 2011 года ушёл с поста министра регионального развития.
В экономической политике, Плевнелиев выступает за снижение налогов, поддержку бизнеса и сокращение бюджетного дефицита. Победа Плевнелиева иногда рассматривалась как шаг к началу жёстких экономических реформ, но это не произошло. При этом его внешнеполитическая программа более размыта: за месяц до выборов он не рассказал о важнейших векторах внешней политики. Однако отмечается, в частности, что в отличие от Георгия Пырванова отношения с Россией будут носить менее тесный характер.
Сторонник концепции негативного влияния России на все мировые процессы. В октябре 2014 года в интервью немецкой газете «Frankfurter Allgemeine Zeitung» назвал Россию «националистическим и агрессивным государством». Считает, что Россия пытается ослабить и разделить Европу и сделать Болгарию зависимой страной. Аналогичные заявления о дестабилизации Россией Европейского союза и поддержке ультранационалистических партий сделал на исходе своего президентства в декабре 2016 года и в 2017 году находясь в отставке.
На президентских выборах в 2016 году не стал выдвигать свою кандидатуру, а представитель его партии Цецка Цачева потерпела поражение.
В 2019 году подписал «Открытое письмо против политических репрессий в России».

## Семья
Женат вторым браком, имеет троих детей от второй жены. Старший сын Филипп умер 8 августа 2015 года от разрыва аорты. Женат третым браком — с Десиславой Бановой, имеет ребёнка от третьй жены — сын Йоан (р. 2018 г.).
Личное состояние Плевнелиева оценивается в 50 миллионов евро.

## Награды
- Большой крест ордена Спасителя (Греция, 2012 год)[19].
- Золотая медаль города Афины (Греция, 2012 год)[20].
- Орден Белого орла (Польша, 2014 год)[21].
- Большая цепь ордена Инфанта дона Энрики (Португалия, 2014 год)[22].
- Награда «Личность года-2016» (Украина, 2016 год)[23].
- Цепь ордена Южного Креста (Бразилия, 2016 год)[24].
- Цепь ордена Макариоса III (Республика Кипр, 2016 год)[25].
- Орден князя Ярослава Мудрого I степени (Украина, 29 июня 2016 года) — за выдающийся личный вклад в развитие украинско-болгарских межгосударственных отношений[26].
- Орден Республики (Молдавия, 5 октября 2016 года) — в знак глубокой признательности за особый вклад в развитие и укрепление молдо-болгарских отношений дружбы и сотрудничества и за постоянную поддержку усилий Республики Молдова, направленных на европейскую интеграцию[27].
- Большой Орден Короля Томислава с лентой и большой утренней Звездой (Хорватия, 2016 год)[28].
- Цепь Венгерского ордена Заслуг (Венгрия, 2016 год)[29].
- Орден Государственного флага Албании (Албания, 2016 год)[30].
- Орден Республики Черногория (Черногория, 2016 год)[31].
- Большой крест особой степени ордена «За заслуги перед Федеративной Республикой Германия» (Германия, 2016 год)[32].
- Почётный знак «За заслуги перед землёй Нижняя Австрия» (2016 год)[33].
- Цепь ордена звезды Румынии (Румыния, 2016 год)[34].
- Командор ордена Почётного легиона (Франция, 2018 год)[35].

## Учёные степени
- Почётный доктор Университета «Македония» в Салониках (Греция, 2012 год)[36]